# Eneritz Iturriaga
Eneritz Iturriagaetxebarria Mazaga (Abadiño, 16 september 1980) is een wielrenner uit Spanje.
In 2004 reed Iturriaga op de Olympische Zomerspelen, waar ze 34e werd in de wegwedstrijd.
In 2003 werd ze bij de nationale wegkampioenschappen Spaans kampioen op de weg, en in 2002, 2005, 2006 en 2011 ook nationaal kampioene tijdrijden op de weg.